# Neumühle (Mähring)
Die Einöde Neumühle ist ein Gemeindeteil des Marktes Mähring im oberpfälzischen Landkreis Tirschenreuth.

## Geografie
Neumühle liegt im Oberpfälzer Wald, nahe der Grenze zur Tschechischen Republik. Es befindet sich im Tal des Hammerbachs, der dort Lohbach heißt. Die Einöde liegt 15 Kilometer östlich der Stadt Tirschenreuth, etwa auf halbem Weg zwischen Mähring und Treppenstein, von denen es jeweils einen Kilometer entfernt ist.

## Geschichte
Das bayerische Urkataster zeigte die Neumühle in den 1810er Jahren mit einer Herdstelle und ca. fünf Hektar zugehörigem Grund.
Mit dem Gemeindeedikt von 1818 gehörte Neumühle zur Ruralgemeinde Mähring. Im Jahr 1970 hatte Neumühle vier Einwohner. Als bei der Gebietsreform acht Jahre später die Gemeinden Dippersreuth, Griesbach und Großkonreuth am 1. Mai 1978 in die Gemeinde Mähring eingegliedert wurden, entstand die vergrößerte Einheitsgemeinde Mähring. Deren Verwaltung befindet sich in Großkonreuth. Für Neumühle hatte dies die Auswirkung, dass sich der Gemeindesitz zehnmal so weit weg befindet wie vor der Gebietsreform. Im Jahr 1970 lebten vier Einwohner in Neumühle, 1987 waren es zwei.

## Baudenkmäler
Von der ehemaligen Mühle ist der Nordflügel des Vierseithofes als historische Bausubstanz erhalten und als Baudenkmal geschützt.